# Winfried Haas
Winfried Haas (* 5. November 1934 in Neu-Isenburg; † 31. Januar 2007 in Bonn) war ein deutscher Professor für Paläontologe.

## Leben
Haas wuchs in Neu-Isenburg im heutigen Land Hessen auf. Er studierte ab 1955 Geologie und Paläontologie an der Johann-Wolfgang-Goethe-Universität Frankfurt am Main und ab 1958 an der Rheinischen Friedrich-Wilhelms-Universität Bonn, wo er 1965 bei Heinrich Karl Erben promoviert wurde. Thema war sein künftiges Hauptforschungsgebiet Trilobiten. Er war danach dort wissenschaftlicher Assistent, habilitierte sich 1971 und wurde 1972 Professor für Paläontologie in Bonn. 2000 ging er in den Ruhestand. Mit 72 Jahren gestorben, wurde er auf dem Südfriedhof (Bonn) beerdigt.

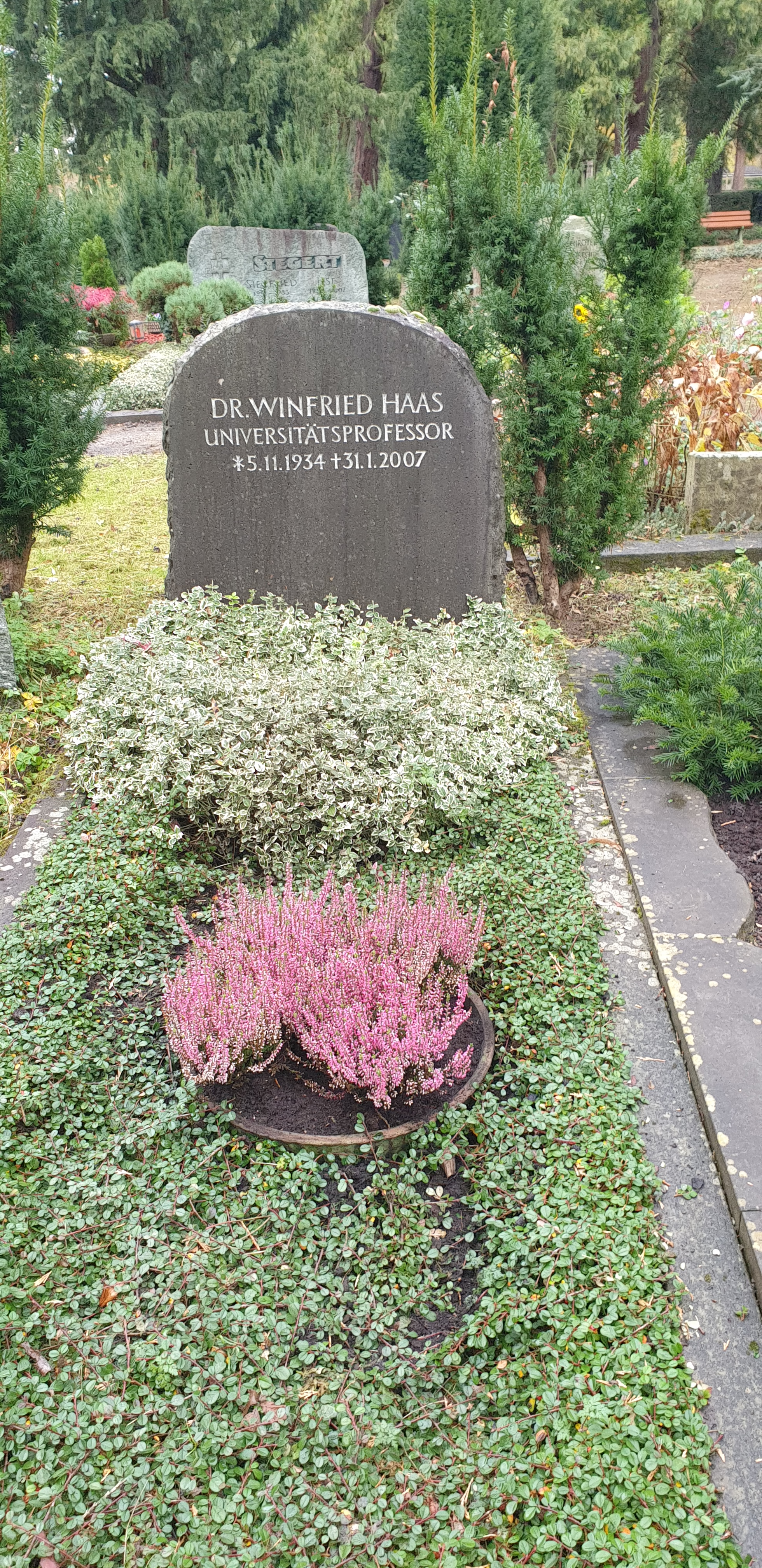
Grab auf dem Bonner Südfriedhof

Haas befasste sich mit Trilobiten und ihrer Lebensweise. Daneben befasste er sich unter anderem mit der Entwicklung von Riffen im Devon (Geologie) der Eifel und der Schalenstruktur von Kopffüßern. 
1974 bis 1998 gab er mit Erben die Zeitschrift Palaeontographica A heraus. Er war in der deutschen Subkommission für Devon-Stratigraphie. Haas war seit 1955 Mitglied des Corps Franconia Jena.

## Schriften
- Die devonischen Riffe des Rheinischen Schiefergebirges im weltweiten und europäischen Rahmen und Die mitteldevonischen Riffe der Eifeler Kalkmulden in Wighart von Koenigswald, Wilhelm Meyer (Hrsg.): Erdgeschichte im Rheinland, 1994